# Quemadura por radiación
Una quemadura por radiación es un daño a la piel u otros tejidos y órganos biológicos como efecto de la radiación. Los tipos de radiación que mayor preocupación generan son la radiación térmica, la energía de radiofrecuencia, la luz ultravioleta y la radiación ionizante.
El tipo más común de quemadura por radiación es la quemadura solar causada por la radiación ultravioleta. La alta exposición a los rayos X durante el diagnóstico por imágenes médicas o la radioterapia también puede provocar quemaduras por radiación. A medida que la radiación ionizante interactúa con las células del cuerpo, dañándolas, el cuerpo responde a este daño, lo que generalmente resulta en eritema, es decir, enrojecimiento alrededor del área dañada. Las quemaduras por radiación a menudo se analizan en el mismo contexto que el cáncer inducido por radiación debido a la capacidad de la radiación ionizante para interactuar con el ADN y dañarlo, induciendo ocasionalmente que una célula se vuelva cancerosa. Los magnetrones de cavidad se pueden utilizar incorrectamente para crear quemaduras superficiales e internas. Dependiendo de la energía del fotón, la radiación gamma puede causar quemaduras gamma profundas, siendo comunes las quemaduras internas por 60Co. Las quemaduras beta tienden a ser superficiales ya que las partículas beta no pueden penetrar profundamente en el cuerpo; estas quemaduras pueden ser similares a las quemaduras solares. Las partículas alfa pueden causar quemaduras alfa internas si se inhalan, y el daño externo (si lo hay) se limita a un eritema menor.
Las quemaduras por radiación también pueden ocurrir con transmisores de radio de alta potencia en cualquier frecuencia donde el cuerpo absorbe energía de radiofrecuencia y la convierte en calor. La Comisión Federal de Comunicaciones (FCC) de EE. UU. considera que 50 vatios es la potencia más baja por encima de la cual las estaciones de radio deben evaluar la seguridad de las emisiones. Las frecuencias consideradas especialmente peligrosas ocurren cuando el cuerpo humano puede volverse resonante, a 35 megaciclos, 70 MHz, 80-100 megaciclos, 400 MHz y 1 GHz. La exposición a microondas de intensidad demasiado alta puede provocar quemaduras por microondas.

## Tipos
La dermatitis por radiación (también conocida como radiodermatitis) es una enfermedad de la piel asociada con la exposición prolongada a radiaciones ionizantes.: 131–2 La dermatitis por radiación ocurre hasta cierto punto en la mayoría de los pacientes que reciben radioterapia, con o sin quimioterapia.
Hay tres tipos específicos de radiodermatitis: radiodermatitis aguda, radiodermatitis crónica y erupción eosinofílica, polimórfica y pruriginosa asociada a la radioterapia.: 39–40 La radioterapia también puede causar cáncer por radiación.: 40 
Con la fluoroscopia intervencionista, debido a las altas dosis cutáneas que se pueden generar en el curso de la intervención, algunos procedimientos han dado lugar a reacciones cutáneas tempranas (menos de dos meses después de la exposición) y/o tardías (dos meses o más después de la exposición). incluyendo necrosis en algunos casos.: 773 
En los puertos de radiación se puede observar dermatitis por radiación, en forma de eritema intenso y vesículas en la piel.: 131 
Hasta el 95% de los pacientes tratados con radioterapia para el cáncer experimentarán una reacción cutánea. Algunas reacciones son inmediatas, mientras que otras pueden ocurrir más tarde (p. ej., meses después del tratamiento).

### Agudo
La radiodermatitis aguda ocurre cuando se aplica a la piel una "dosis de eritema" de radiación ionizante, después de lo cual aparece un eritema visible hasta 24 horas después.: 39 La dermatitis por radiación generalmente se manifiesta unas pocas semanas después del inicio de la radioterapia.: 143 La radiodermatitis aguda, aunque se presenta como manchas rojas, a veces también puede presentarse con descamación o formación de ampollas. Puede aparecer eritema con una dosis de 2 Radiación Gy o mayor.

### Crónico

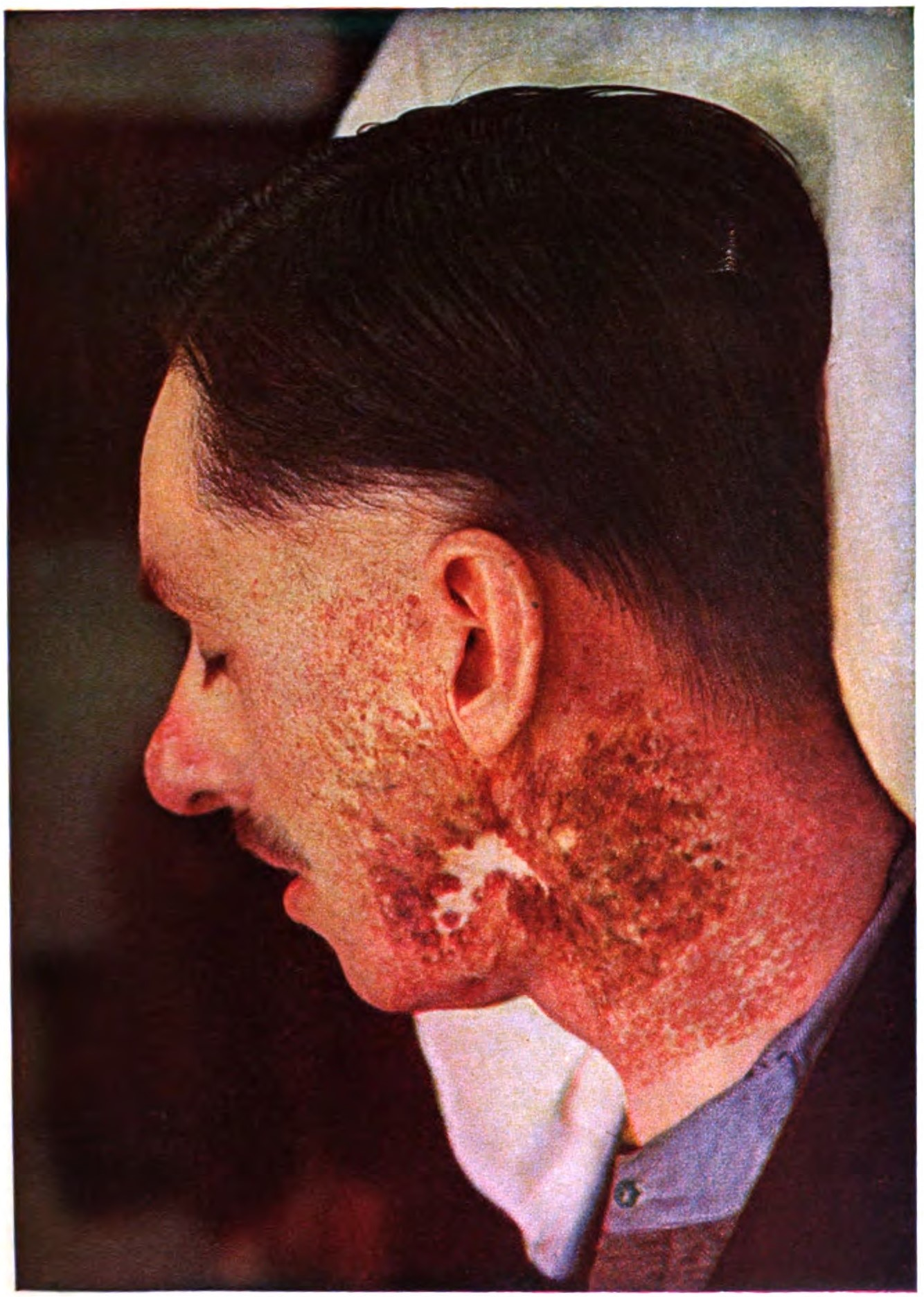
Radiodermatitis crónica en el cuello y la mandíbula por exposición excesiva a rayos X durante un tratamiento por tuberculosis; fotografía médica en color de 1919.

La radiodermatitis crónica ocurre con la exposición crónica a dosis de "suberitema" de radiación ionizante durante un período prolongado, produciendo diversos grados de daño a la piel y sus partes subyacentes después de un período de latencia variable de varios meses a varias décadas.: 40 En el pasado, este tipo de reacción a la radiación se producía con mayor frecuencia en radiólogos y radiógrafos que estaban constantemente expuestos a radiaciones ionizantes, especialmente antes de utilizar filtros de rayos X.: 40 La radiodermatitis crónica y los carcinomas de células escamosas y de células basales pueden desarrollarse meses o años después de la exposición a la radiación.: 130  La radiodermatitis crónica se presenta como placas atróficas induradas, a menudo blanquecinas o amarillentas, con telangiectasias, a veces con hiperqueratosis.: 130 

### Otro
La erupción eosinófila, polimórfica y pruriginosa asociada con la radioterapia es una afección de la piel que ocurre con mayor frecuencia en mujeres que reciben radioterapia con cobalto para el cáncer interno.: 39–40 
El eritema multiforme inducido por radiación puede ocurrir cuando se administra fenitoína de manera profiláctica a pacientes neuroquirúrgicos que reciben terapia de todo el cerebro y esteroides sistémicos.: 130 

### Efectos retardados
El acné por radiación es una afección cutánea caracterizada por pápulas en forma de comedón que ocurren en sitios de exposición previa a radiación ionizante terapéutica, lesiones cutáneas que comienzan a aparecer a medida que la fase aguda de la dermatitis por radiación comienza a resolverse.: 501 
Las reacciones de recuerdo de la radiación ocurren meses o años después del tratamiento con radiación, una reacción que sigue a la administración reciente de un agente quimioterapéutico y ocurre con el puerto de radiación anterior, y se caracteriza por características de dermatitis por radiación. En otras palabras, la dermatitis por recuerdo de radiación es una reacción inflamatoria de la piel que ocurre en una parte del cuerpo previamente irradiada después de la administración de un medicamento. No parece haber una dosis mínima ni una relación establecida entre dosis de radioterapia.

## Quemaduras alfa
Las "quemaduras alfa" son causadas por partículas alfa, que pueden causar daños importantes a los tejidos si se inhalan. Debido a la queratina en la capa epidérmica de la piel, las quemaduras alfa externas se limitan a un leve enrojecimiento de la capa más externa de la piel.

## Quemaduras beta
Las "quemaduras beta", causadas por partículas beta, son quemaduras superficiales superficiales, generalmente de la piel y con menos frecuencia de los pulmones o el tracto gastrointestinal, causadas por partículas beta, generalmente de partículas calientes o radionucleidos disueltos que entraron en contacto directo o muy cerca de la cuerpo. Pueden parecer similares a las quemaduras solares. A diferencia de los rayos gamma, las emisiones beta son detenidas mucho más eficazmente por los materiales y, por tanto, depositan toda su energía sólo en una capa poco profunda de tejido, provocando daños más intensos pero más localizados. A nivel celular, los cambios en la piel son similares a la radiodermatitis.
La dosis está influenciada por una penetración relativamente baja de las emisiones beta a través de los materiales. La capa de queratina cornificada de la epidermis tiene suficiente poder de frenado para absorber la radiación beta con energías inferiores a 70. keV. La ropa, especialmente los zapatos, proporciona mayor protección. La dosis se reduce aún más por la retención limitada de partículas radiactivas en la piel; una partícula de 1 milímetro normalmente se libera en 2 horas, mientras que una partícula de 50 micrómetros normalmente no se adhiere durante más de 7 horas. Las emisiones beta también se ven gravemente atenuadas por el aire; su alcance generalmente no excede 1,8 m y la intensidad disminuye rápidamente con la distancia.
El cristalino parece ser el órgano más sensible a la radiación beta, incluso en dosis muy por debajo de la dosis máxima permitida. Se recomiendan gafas de seguridad para atenuar la beta fuerte.
El lavado cuidadoso de la superficie corporal expuesta, eliminando las partículas radiactivas, puede proporcionar una reducción significativa de la dosis. Cambiar o al menos cepillar la ropa también proporciona cierto grado de protección.
Si la exposición a la radiación beta es intensa, las quemaduras beta pueden manifestarse por primera vez en 24 a 48 horas con una sensación de picazón y/o ardor que dura uno o dos días, a veces acompañada de hiperemia . Después de 1 a 3 semanas aparecen síntomas de quemaduras; eritema, aumento de la pigmentación de la piel (parches de color oscuro y áreas elevadas), seguido de depilación y lesiones cutáneas . El eritema ocurre después de 5 a 15 Gy, descamación seca después de los 17 Gy y epidermitis ampollosa después de los 72 años. Gy. Se puede desarrollar queratosis crónica por radiación después de dosis más altas. El eritema primario que dura más de 72 horas es un indicio de lesión lo suficientemente grave como para causar dermatitis crónica por radiación. El edema de las papilas dérmicas, si está presente dentro de las 48 horas posteriores a la exposición, es seguido por necrosis transepidérmica. Después de dosis más altas, las células de la capa de Malpighi mueren en 24 horas; dosis más bajas pueden tardar entre 10 y 14 días en mostrar células muertas. La inhalación de isótopos radiactivos beta puede provocar quemaduras beta en los pulmones y la región nasofaríngea; la ingestión puede provocar quemaduras en el tracto gastrointestinal; siendo este último un riesgo especialmente para los animales de pastoreo.
- En las quemaduras beta de primer grado, el daño se limita en gran medida a la epidermis. Se produce descamación seca o húmeda; Se forman costras secas que luego sanan rápidamente, dejando una zona despigmentada rodeada de una zona irregular de mayor pigmentación. La pigmentación de la piel vuelve a la normalidad al cabo de varias semanas.
- Las quemaduras beta de segundo grado provocan la formación de ampollas.
- Las quemaduras beta de tercer y cuarto grado provocan lesiones ulceradas húmedas y más profundas, que curan con atención médica de rutina después de cubrirse con una costra seca. En caso de daño tisular grave, puede producirse dermatitis necrótica ulcerada. La pigmentación puede volver a la normalidad varios meses después de la cicatrización de la herida.[15]

El cabello perdido comienza a volver a crecer en nueve semanas y se recupera por completo en aproximadamente medio año.
Los efectos agudos dependientes de la dosis de la radiación beta en la piel son los siguientes:
| 0–6 Gy      | sin efecto agudo                                                        |
| 6–20 Gy     | eritema temprano moderado                                               |
| 20–40 Gy    | eritema temprano en 24 horas, degradación de la piel en 2 semanas       |
| 40–100 Gy   | eritema severo en menos de 24 horas                                     |
| 100–150 Gy  | eritema severo en menos de 4 horas, ruptura de la piel en 1 a 2 semanas |
| 150–1000 Gy | ampollas inmediatas o hasta 1 día                                       |

Según otra fuente:
| 2–6 Gy   | eritema transitorio 2-24 h          |
| 3–5 Gy   | descamación seca en 3 a 6 semanas   |
| 3–4 Gy   | depilación temporal en 3 semanas    |
| 10-15 Gy | eritema 18-20 días                  |
| 15-20 Gy | descamación húmeda                  |
| 25 Gy    | ulceración con curación lenta       |
| 30–50 Gy | ampollas, necrosis en 3 semanas     |
| 100 Gy   | ampollas, necrosis en 1 a 3 semanas |

Como se muestra, los umbrales de dosis para los síntomas varían según la fuente e incluso individualmente. En la práctica, determinar la dosis exacta suele resultar difícil.
Se aplican efectos similares a los animales, donde el pelaje actúa como factor adicional tanto para una mayor retención de partículas como para una protección parcial de la piel. Las ovejas de lana gruesa sin esquilar están bien protegidas; mientras que el umbral de depilación para ovejas esquiladas está entre 23 y 47 Gy (2500–5000 repeticiones) y el umbral para una cara con lana normal es 47–93 Gy (5000–10000 repeticiones), para lana gruesa (33 mm longitud del pelo) oveja es 93–140 Gy (10.000-15.000 repeticiones). Para producir lesiones cutáneas equiparables a la dermatitis pustulosa contagiosa, la dosis estimada oscila entre 465 y 1395 Gy.

### Energía vs profundidad de penetración
Los efectos dependen tanto de la intensidad como de la energía de la radiación. Beta de baja energía (azufre-35, 170 keV) produce úlceras superficiales con poco daño a la dermis, mientras que el cobalto-60 (310 keV), cesio-137 (550 keV), fósforo-32 (1,71 MeV), estroncio-90 (650 keV) y su producto hijo itrio-90 (2,3 MeV) dañan niveles más profundos de la dermis y pueden provocar dermatitis crónica por radiación. Las energías muy altas de los haces de electrones procedentes de aceleradores de partículas, que alcanzan decenas de megaelectronvoltios, pueden ser profundamente penetrantes. Por el contrario, los rayos a escala de megavoltios pueden depositar su energía a mayor profundidad con menos daño a la dermis; Los modernos aceleradores de haces de electrones de radioterapia aprovechan esto. A energías aún más altas, por encima de 16 MeV, el efecto ya no se muestra significativamente, lo que limita la utilidad de energías más altas para la radioterapia. Como convención, la superficie se define como el 0,5 más alto. mm de piel. Las emisiones beta de alta energía deberían protegerse con plástico en lugar de plomo, ya que los elementos de alto Z generan una bremsstrahlung gamma profundamente penetrante.
Las energías de los electrones de la desintegración beta no son discretas sino que forman un espectro continuo con un límite en la energía máxima. El resto de la energía de cada desintegración es transportada por un antineutrino que no interactúa significativamente y por lo tanto no contribuye a la dosis. La mayoría de las energías de las emisiones beta se encuentran en aproximadamente un tercio de la energía máxima. Las emisiones beta tienen energías mucho más bajas que las que se pueden lograr con los aceleradores de partículas, no más de unos pocos megaelectronvoltios.
El perfil de dosis de energía-profundidad es una curva que comienza con una dosis superficial, asciende hasta la dosis máxima en una cierta profundidad d m (generalmente normalizada como dosis del 100 %), luego desciende lentamente a través de profundidades del 90 % de la dosis (d90) y Dosis del 80% (d80), luego cae linealmente y relativamente bruscamente hasta una profundidad del 50% de la dosis (d50). La extrapolación de esta parte lineal de la curva a cero define el rango máximo de electrones, Rp. En la práctica, existe una cola larga de dosis más débil pero profunda, llamada "cola de bremsstrahlung", atribuible a la bremsstrahlung. La profundidad de penetración depende también de la forma de la viga; las vigas más estrechas tienden a tener menos penetración. En el agua, los haces de electrones de gran amplitud, como en el caso de una contaminación superficial homogénea de la piel, tienen d 80 aproximadamente E/3 cm y Rp sobre E/2 cm, donde E es la energía de la partícula beta en MeV.
La profundidad de penetración de la beta de menor energía en el agua (y los tejidos blandos) es de aproximadamente 2 mm/MeV. Para un 2.3 MeV beta la profundidad máxima en el agua es 11 mm, para 1,1 MeV es 4,6 mm. La profundidad donde se deposita el máximo de energía es significativamente menor.
La energía y la profundidad de penetración de varios isótopos son las siguientes:
| isótopo    | media vida | actividad específica (TBq /g) | promedio (keV) | máx. (keV) | en aire (mm) | en tejido (mm) | comentario |
| ---------- | ---------- | ----------------------------- | -------------- | ---------- | ------------ | -------------- | --- |
| tritio     | 12,3 años  | 357                           | 5.7            | 18.6       | 6            | 0.006          | ningún beta pasa la capa muerta de la piel; sin embargo, el tritio y sus compuestos pueden difundirse a través de la piel. |
| carbono-14 | 5730 años  | 0.165                         | 49             | 156        | 240          | 0,28           | Aproximadamente el 1% de beta pasa a través de la capa muerta de la piel.                                                  |
| azufre-35  | 87,44 días | 1580                          | 48,8           | 167,47     | 260          | 0,32           | |
| fósforo-33 | 25,3 días  | 5780                          | 76,4           | 248,5      | 500          | 0,6            | |
| fósforo-32 | 14,29 días | 10600                         | 695            | 1710       | 6100         | 7.6            | riesgo de Bremsstrahlung si no se protege adecuadamente                                                                    |

Para un haz ancho, la relación profundidad-energía para rangos de dosis es la siguiente, para energías en megaelectronvoltios y profundidades en milímetros. La dependencia de la dosis superficial y la profundidad de penetración de la energía del haz es claramente visible.
| MeV | surface dose % | max. depth | 90% | 80% | 50% | 10% | Rp  |
| --- | -------------- | ---------- | --- | --- | --- | --- | --- |
| 5   | 74%            | 9          | 12  | 14  | 17  | 22  | 23  |
| 7   | 76%            | 16         | 20  | 22  | 27  | 33  | 34  |
| 10  | 82%            | 24         | 31  | 34  | 39  | 48  | 49  |
| 13  | 88%            | 32         | 40  | 43  | 51  | 61  | 64  |
| 16  | 93%            | 34         | 51  | 56  | 65  | 80  | 80  |
| 19  | 94%            | 26–36      | 59  | 67  | 78  | 95  | 95  |
| 22  | 96%            | 26–36      | 65  | 76  | 93  | 113 | 114 |
| 25  | 96%            | 26–36      | 65  | 80  | 101 | 124 | 124 |

## Causas
Las quemaduras por radiación son causadas por la exposición a altos niveles de radiación. Los niveles suficientemente altos como para causar quemaduras generalmente son letales si se administran en una dosis para todo el cuerpo, mientras que pueden ser tratables si se administran en una dosis superficial o local.

### Imágenes mádicas
La fluoroscopia puede causar quemaduras si se realiza repetidamente o durante demasiado tiempo.
De manera similar, la tomografía computarizada por rayos X y la radiografía de proyección tradicional tienen el potencial de causar quemaduras por radiación si el operador no controla adecuadamente los factores y el tiempo de exposición.
La Administración de Alimentos y Medicamentos (FDA) ha realizado un estudio sobre las lesiones cutáneas inducidas por la radiación basándose en los resultados de 1994, seguido de una recomendación para minimizar más lesiones inducidas por la fluoroscopia. El problema de las lesiones por radiación debidas a la fluoroscopia se ha investigado más a fondo en artículos de revisión en 2000, 2001, 2009 y 2010.

### Lluvia radioactiva
Las quemaduras beta son frecuentemente el resultado de la exposición a la luvia radioactiva después de explosiones nucleares o accidentes nucleares. Poco después de la explosión, los productos de fisión tienen una actividad beta muy alta, con aproximadamente dos emisiones beta por cada fotón gamma.
Después de la prueba Trinity, las precipitaciones provocaron quemaduras localizadas en el lomo del ganado en la zona a favor del viento. Las precipitaciones tuvieron el aspecto de pequeñas partículas de polvo escamosas. El ganado presentó quemaduras temporales, sangrado y pérdida de pelo. Los perros también se vieron afectados; Además de quemaduras localizadas en la espalda, también tenían quemaduras en las patas, probablemente debido a las partículas alojadas entre los dedos, ya que los animales con pezuñas no mostraban problemas en las patas. Alrededor de 350 a 600 bovinos se vieron afectados por quemaduras superficiales y pérdida temporal localizada del pelo dorsal; Posteriormente, el ejército compró 75 de las vacas más afectadas, ya que el pelo descolorido que volvió a crecer redujo su valor de mercado. Las vacas fueron enviadas a Los Alamos y Oak Ridge, donde fueron observadas. Se curaron y ahora lucieron grandes parches de pelaje blanco; algunos parecían haber sido escaldados.
Las consecuencias producidas por la prueba de Castle Bravo fueron inesperadamente fuertes. Un polvo blanco parecido a la nieve, apodado por los científicos "nieve de bikini" y formado por coral calcinado triturado y contaminado, cayó durante unas 12 horas sobre el atolón de Rongelap, depositando una capa de hasta 2 cm. Los residentes sufrieron quemaduras beta, principalmente en la nuca y en los pies, y fueron reasentados después de tres días. Después de 24 a 48 horas, la piel les picaba y ardía; en uno o dos días las sensaciones desaparecieron, seguidas después de 2 a 3 semanas de depilación y úlceras. Aparecieron manchas de color más oscuro y áreas elevadas en la piel; las ampollas eran poco comunes. Las úlceras formaron costras secas y sanaron. En los residentes más contaminados se formaron lesiones más profundas, dolorosas, supurantes y ulceradas; la mayoría curó con un tratamiento sencillo. En general, las quemaduras beta cicatrizaron con algunas cicatrices cutáneas y despigmentación. Las personas que se bañaron y lavaron las partículas de la piel no desarrollaron lesiones cutáneas. El barco pesquero Daigo Fukuryu Maru también resultó afectado por las consecuencias; la tripulación sufrió dosis cutáneas entre 1,7 y 6,0 Gy, con quemaduras beta que se manifiestan como lesiones cutáneas graves, eritema, erosiones, a veces necrosis y atrofia cutánea. Veintitrés miembros del servicio de radar estadounidense de la estación meteorológica de 28 miembros en Rongerik se vieron afectados y experimentaron discretos 1-4 lesiones cutáneas de mm que sanaron rápidamente y arrugas en las uñas varios meses después. Dieciséis miembros de la tripulación del portaaviones USS Bairoko recibió quemaduras beta y hubo un aumento en la tasa de cáncer.
Durante la prueba Zebra de la Operación Sandstone en 1948, tres hombres sufrieron quemaduras beta en las manos al retirar los filtros de recolección de muestras de drones que volaban a través de la nube en forma de hongo; su dosis estimada en la superficie de la piel fue de 28 a 149 Gy, y sus manos desfiguradas requirieron injertos de piel. Un cuarto hombre mostró quemaduras más débiles después de la prueba anterior del Yoke.
La prueba Upshot-Knothole Harry en el sitio de Frenchman Flat liberó una gran cantidad de consecuencias. Un número importante de ovejas murió después de pastar en zonas contaminadas. Sin embargo, la AEC tenía una política de compensar a los ganaderos sólo por los animales que presentaban quemaduras beta externas, por lo que muchas reclamaciones fueron denegadas. Otras pruebas en el sitio de pruebas de Nevada también causaron lluvias radiactivas y las correspondientes quemaduras beta en ovejas, caballos y ganado. Durante la Operación Upshot-Knothole, ovejas de hasta 80 km del sitio de prueba desarrollaron quemaduras beta en la espalda y las fosas nasales.
Durante las pruebas nucleares subterráneas en Nevada, varios trabajadores sufrieron quemaduras y úlceras en la piel, en parte atribuidas a la exposición al tritio.

### Accidentes nucleares
Las quemaduras beta representaron un desafío médico significativo para ciertas víctimas del desastre de Chernobyl; de los 115 pacientes tratados en Moscú, el 30% presentaba quemaduras que abarcaban entre el 10 y el 50% de la superficie corporal, mientras que el 11% tenía quemaduras que cubrían entre el 50 y el 100% de la piel. La exposición masiva se debió en gran medida a la ropa empapada con agua radiactiva. Algunos bomberos desarrollaron quemaduras beta en los pulmones y la región nasofaríngea después de inhalar grandes cantidades de humo radiactivo. De las 28 muertes registradas, 16 tuvieron lesiones en la piel como una de las causas principales. La actividad beta fue extremadamente alta, con una relación beta/gamma que alcanzó valores de 10-30 y una energía beta lo suficientemente elevada como para dañar la capa basal de la piel, lo que resultó en extensas áreas de entrada para infecciones, agravadas por el daño a la médula ósea y la debilidad del sistema inmunológico. Algunos pacientes recibieron dosis cutáneas de 400 a 500 Gy. Las infecciones fueron responsables de más de la mitad de las muertes agudas. Varios individuos fallecieron a causa de quemaduras beta de cuarto grado entre 9 y 28 días después de recibir dosis de 6 a 16 Gy. Siete personas murieron tras recibir dosis de 4 a 6 Gy y quemaduras beta de tercer grado en un período de 4 a 6 semanas. Un individuo falleció posteriormente debido a quemaduras beta de segundo grado y dosis de 1-4 Gy. Los supervivientes tienen la piel atrofiada, con venas de araña y fibrosis subyacente.
Las lesiones por quemaduras pueden presentarse en distintos momentos y áreas del cuerpo. En el caso de los liquidadores de Chernóbil, las quemaduras surgieron inicialmente en las muñecas, la cara, el cuello y los pies, para luego extenderse al pecho y la espalda, y finalmente a las rodillas, caderas y nalgas.
Las fuentes de radiografía industrial son una causa frecuente de quemaduras beta en los empleados.
Durante la exposición de los pacientes a fuentes de radioterapia, es posible que se produzcan quemaduras beta. Además, existe el riesgo de pérdida y malversación de estas fuentes, como se evidenció en el accidente de Goiânia, donde varias personas sufrieron quemaduras beta externas y quemaduras gamma más severas, resultando en la muerte de varias de ellas. Asimismo, son frecuentes los accidentes durante la radioterapia debido a fallos en el equipo, errores por parte del operador o administración de dosis incorrectas.
Los generadores de haces de electrones y los aceleradores de partículas también tienen la capacidad de producir quemaduras beta. Las lesiones por quemaduras pueden ser de gran gravedad, llegando a necesitar injertos de piel, extirpación de tejido e incluso la amputación de dedos o extremidades.

## Tratamiento
Las quemaduras causadas por radiación deben ser cubiertas con un vendaje limpio y seco lo más pronto posible con el fin de prevenir infecciones. No se aconseja el uso de apósitos húmedos. La presencia de una lesión combinada (exposición a radiación más traumatismo o quemadura por radiación) aumenta la probabilidad de sepsis generalizada. Esto requiere la administración de terapia antimicrobiana sistémica.